# Кристал Рэй
Кристал Рэй (англ. Crystal Ray, настоящее имя Лашель Кристин Джонс, англ. Lashelle Christine Jones, род. 28 августа 1982, Нортридж) — американская порноактриса, лауреатка премии AVN Awards.

## Биография
Родилась 28 августа 1982 года в Нортридже, Лос-Анджелес. До порноиндустрии работала массажисткой и стриптизёршей. В 2002 году, в возрасте 19 лет, начинает карьеру в качестве порноактрисы.
Снималась для таких студий, как Devil's Films, Diabolic Video, Elegant Angel, Evil Angel, Jill Kelly Productions, JM Productions, Red Light District Video, VCA, Anabolic Video и другие.
В 2004 году получила AVN Awards в категории «лучшая групповая лесбийская сцена» за The Violation of Jessica Darlin вместе с Джессикой Дарлин, Брэнди Лайонс, Ланой Мур, Холли Стивенс, Флик Шагвелл и Эшли Блу. В том же году была номинирована на AVN ещё в двух категориях: «лучшая новая старлетка» и «лучшая сцена группового секса» за фильм Service Animals 14.
Ушла из индустрии в 2010 году, снявшись в общей сложности более чем в 200 фильмах.

## Награды и номинации
| Год  | Церемония  | Результат | Номинация                         | Работа                          |
| ---- | ---------- | --------- | --------------------------------- | ------------------------------- |
| 2004 | AVN Awards | Номинация | Лучшая новая старлетка            | н/д                             |
| 2004 | AVN Awards | Победа    | Лучшая групповая лесбийская сцена | The Violation of Jessica Darlin |
| 2004 | AVN Awards | Номинация | Лучшая сцена группового секса     | Service Animals 14              |

## Избранная фильмография
- Ass Whore[10],
- Bound[11],
- Crack Attack[12],
- Multiples[13],
- Sex Squad[14].